# Loubaresse (Ardèche)
Pour l’article homonyme, voir Loubaresse (Cantal).
Loubaresse est une commune française, située dans le département de l'Ardèche en région Auvergne-Rhône-Alpes.
La commune fait partie du canton des Cévennes ardéchoises et ses habitants sont appelés les Loubaressiens.

## Géographie

### Situation et description
Loubaresse, petit village à l'aspect essentiellement rural, rattaché à la Communauté de communes du Pays Beaume-Drobie dans une zone de moyenne montagne, est située à 37 kilomètres de Langogne, 47 kilomètres d'Aubenas et 72 kilomètres du Puy-en-Velay. 

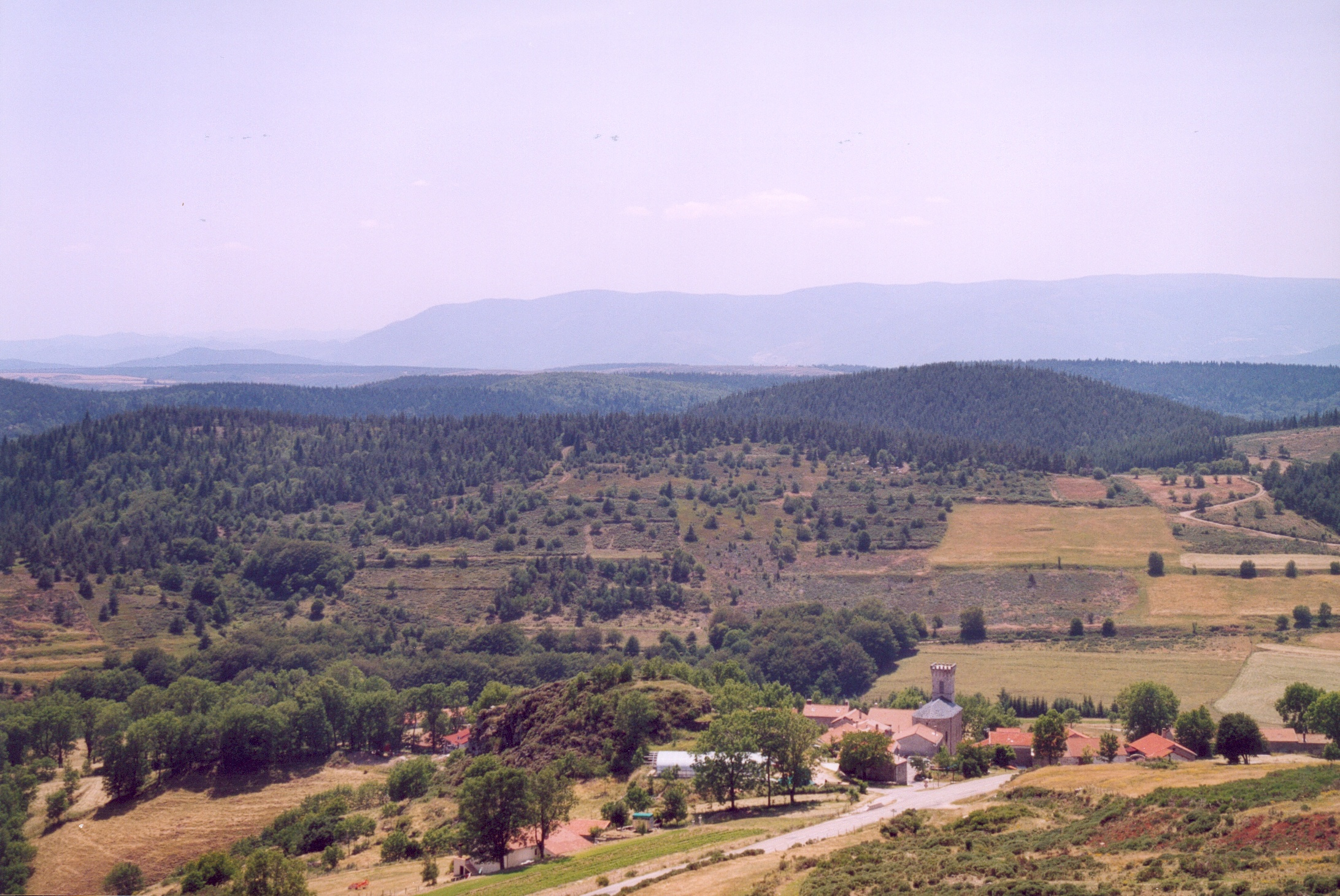
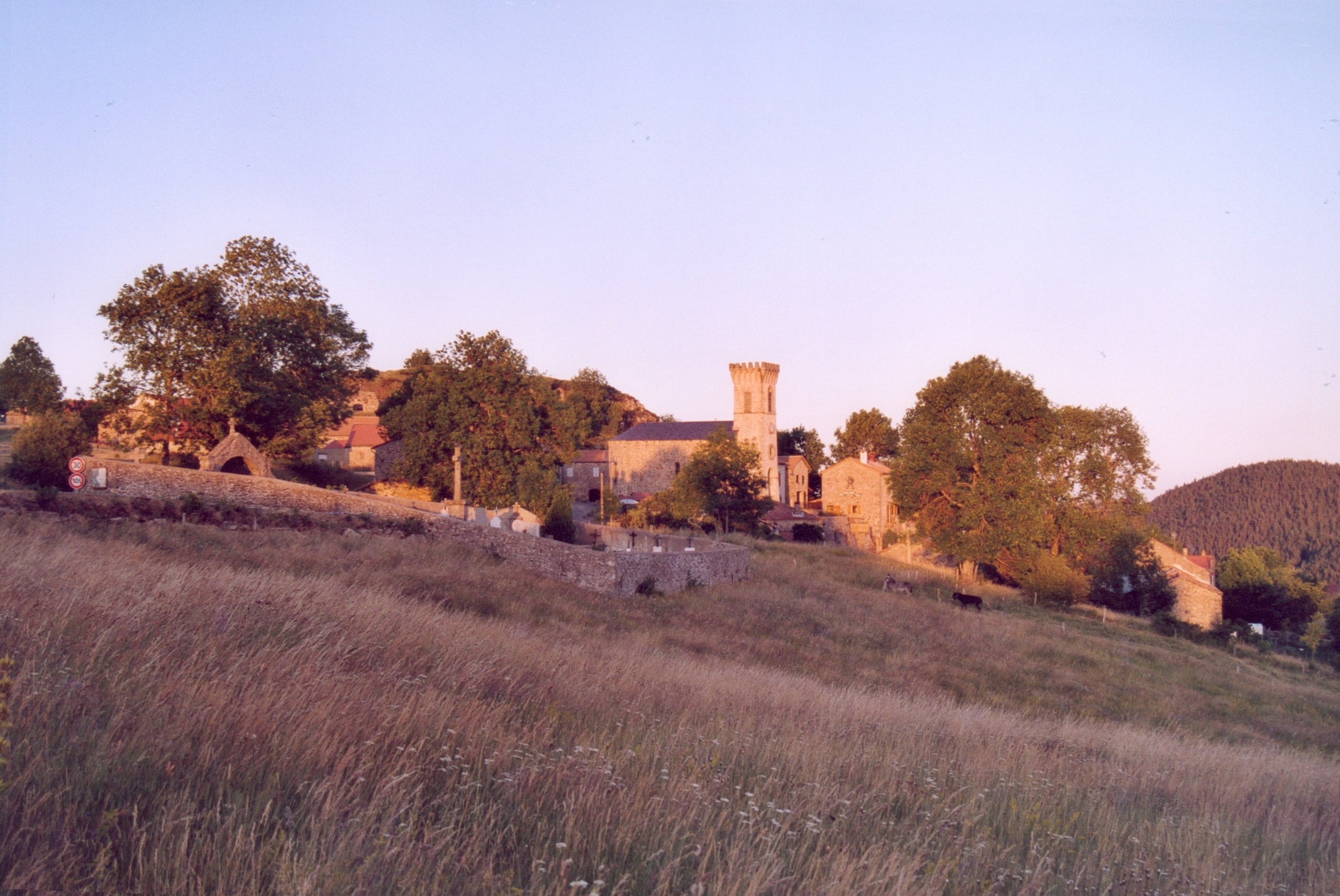
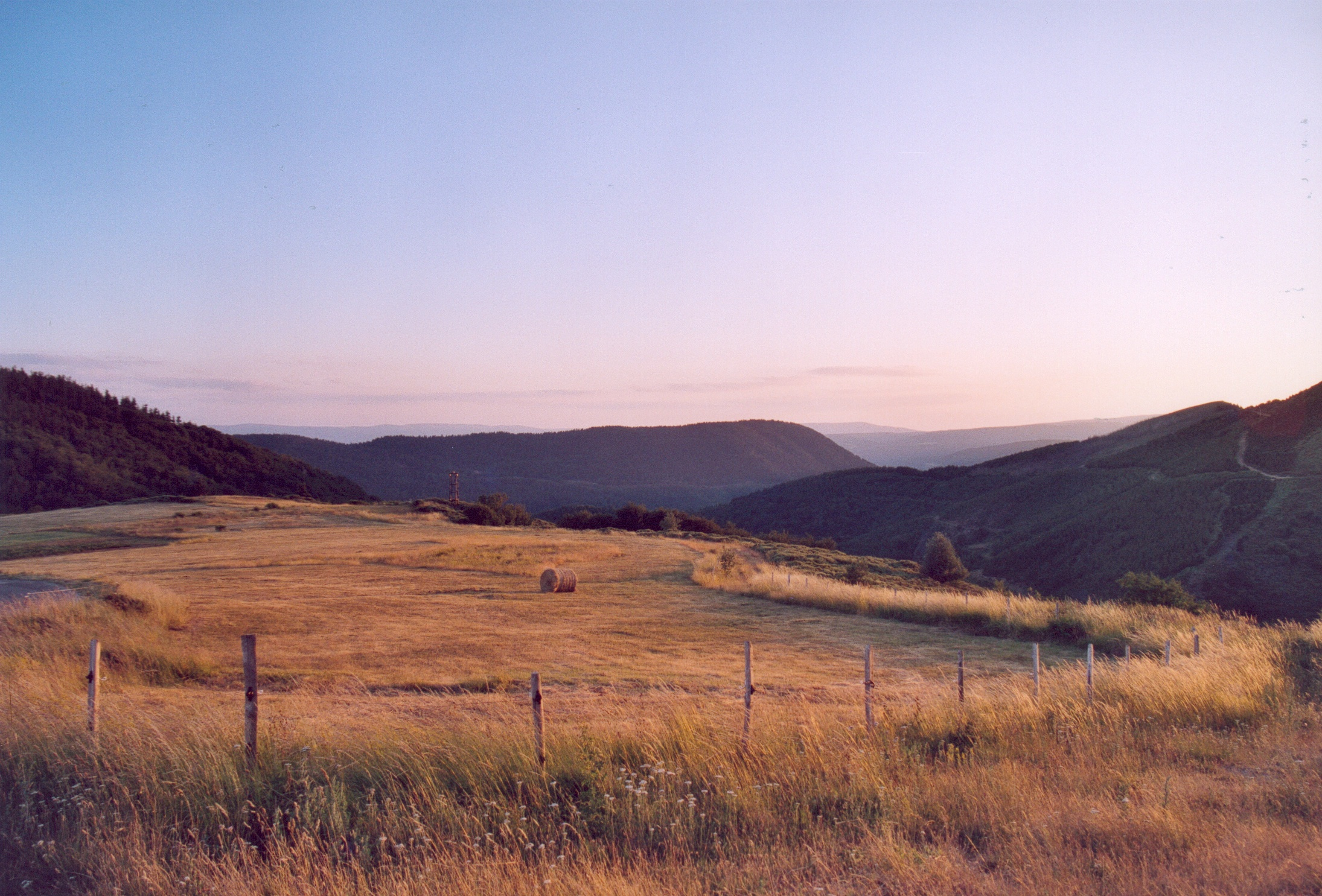

### Communes limitrophes
Loubaresse est entourée de quatre communes, toutes situées dans le département de l'Ardèche, il s'agit de :
- Borne, municipalité comprise dans le canton de Saint-Étienne-de-Lugdarès et appartenant à la communauté de communes Cévenne et Montagne ardéchoises ;
- Valgorge et Dompnac, localités sises dans le canton de Valgorge et associées à la communauté de communes du Pays Beaume-Drobie ;
- Sablières, village compris dans le canton de Joyeuse et appartenant à la communauté de communes Cévennes et Vivaroises.

| Borne |            |          |
|       | Loubaresse | Valgorge |
|       | Sablières  | Dompnac  |

### Géologie et relief
Loubaresse est un village de la Cévenne ardéchoise bâti sur les contreforts du massif du Tanargue, sur un plateau à 1 250 mètres d'altitude entouré de sucs volcaniques.

### Hydrographie
La rivière la Beaume prend sa source au sein du territoire municipal, juste au-dessus du village. La rivière de Lichechaude traverse aussi Loubaresse. Une partie de la localité fait partie du bassin versant de la Borne.

### Climat
Pour des articles plus généraux, voir Climat d'Auvergne-Rhône-Alpes et Climat de l'Ardèche.
En 2010, le climat de la commune est de type climat de montagne, selon une étude du CNRS s'appuyant sur une série de données couvrant la période 1971-2000. En 2020, Météo-France publie une typologie des climats de la France métropolitaine dans laquelle la commune est exposée à un climat de montagne ou de marges de montagne et est dans la région climatique Sud-est du Massif Central, caractérisée par une pluviométrie annuelle de 1 000 à 1 500 mm, minimale en été, maximale en automne.
Pour la période 1971-2000, la température annuelle moyenne est de 7,4 °C, avec une amplitude thermique annuelle de 15,8 °C. Le cumul annuel moyen de précipitations est de 1 687 mm, avec 10,8 jours de précipitations en janvier et 6 jours en juillet. Pour la période 1991-2020, la température moyenne annuelle observée sur la station météorologique installée sur la commune est de 8,2 °C et le cumul annuel moyen de précipitations est de 2 058,0 mm,. Pour l'avenir, les paramètres climatiques de la commune estimés pour 2050 selon différents scénarios d'émission de gaz à effet de serre sont consultables sur un site dédié publié par Météo-France en novembre 2022.
| Mois                                  | jan.             | fév.           | mars             | avril            | mai             | juin          | jui.            | août           | sep.            | oct.          | nov.            | déc.             | année     |
| ------------------------------------- | ---------------- | -------------- | ---------------- | ---------------- | --------------- | ------------- | --------------- | -------------- | --------------- | ------------- | --------------- | ---------------- | --------- |
| Température minimale moyenne (°C)     | −2               | −2,3           | 0,2              | 2,4              | 6,1             | 9,8           | 12              | 12,3           | 8,7             | 5,7           | 1,4             | −1,1             | 4,4       |
| Température moyenne (°C)              | 0,8              | 0,9            | 3,9              | 6,3              | 10,2            | 14,3          | 16,9            | 17             | 12,7            | 8,9           | 4,3             | 1,8              | 8,2       |
| Température maximale moyenne (°C)     | 3,7              | 4,1            | 7,6              | 10,3             | 14,3            | 18,8          | 21,8            | 21,7           | 16,8            | 12,1          | 7,1             | 4,7              | 11,9      |
| Record de froid (°C) date du record   | −23,8 12.01.1987 | −25 10.02.1956 | −19,8 06.03.1949 | −15,8 06.04.1948 | −6,4 05.05.1987 | −1 06.06.1989 | 1,2 07.07.1948  | 0,2 30.08.1986 | −2,2 16.09.1948 | −7,9 28.10.12 | −13 22.11.1988  | −23,2 08.12.1952 | −25 1956  |
| Record de chaleur (°C) date du record | 20,2 01.01.22    | 19,4 27.02.19  | 20,6 17.03.14    | 25,2 19.04.1949  | 26,3 22.05.22   | 33,6 28.06.19 | 33,2 31.07.1947 | 35,7 23.08.23  | 28,6 12.09.1962 | 26,3 10.10.23 | 21,4 02.11.1981 | 19 02.12.15      | 35,7 2023 |
| Précipitations (mm)                   | 175,8            | 114,6          | 117,8            | 176,7            | 163,4           | 96,8          | 63,6            | 75,4           | 201,6           | 307,9         | 363,2           | 201,2            | 2 058     |

### Voies de communication
L'accès à la commune depuis Valgorge est assurée par la route départementale D24, voie étroite et sinueuse descendant l'étroite et encaissée vallée de la Beaume depuis le col de Meyrand (1 371 mètres d'altitude), à la limite de la localité et de celle de Borne, à deux kilomètres au nord du village. Le col offre des points de vue sur la haute vallée de la Beaume, les Alpes, le Bas-Vivarais, le mont Lozère et le mont Ventoux.

## Urbanisme

### Typologie
Au 1er janvier 2024, Loubaresse est catégorisée commune rurale à habitat très dispersé, selon la nouvelle grille communale de densité à 7 niveaux définie par l'Insee en 2022.
Elle est située hors unité urbaine et hors attraction des villes,.

### Occupation des sols
L'occupation des sols de la commune, telle qu'elle ressort de la base de données européenne d’occupation biophysique des sols Corine Land Cover (CLC), est marquée par l'importance des forêts et milieux semi-naturels (91,2 % en 2018), en diminution par rapport à 1990 (94 %). La répartition détaillée en 2018 est la suivante : 
forêts (73,1 %), milieux à végétation arbustive et/ou herbacée (18,1 %), prairies (8,8 %).
L'évolution de l’occupation des sols de la commune et de ses infrastructures peut être observée sur les différentes représentations cartographiques du territoire : la carte de Cassini (XVIIIe siècle), la carte d'état-major (1820-1866) et les cartes ou photos aériennes de l'IGN pour la période actuelle (1950 à aujourd'hui).

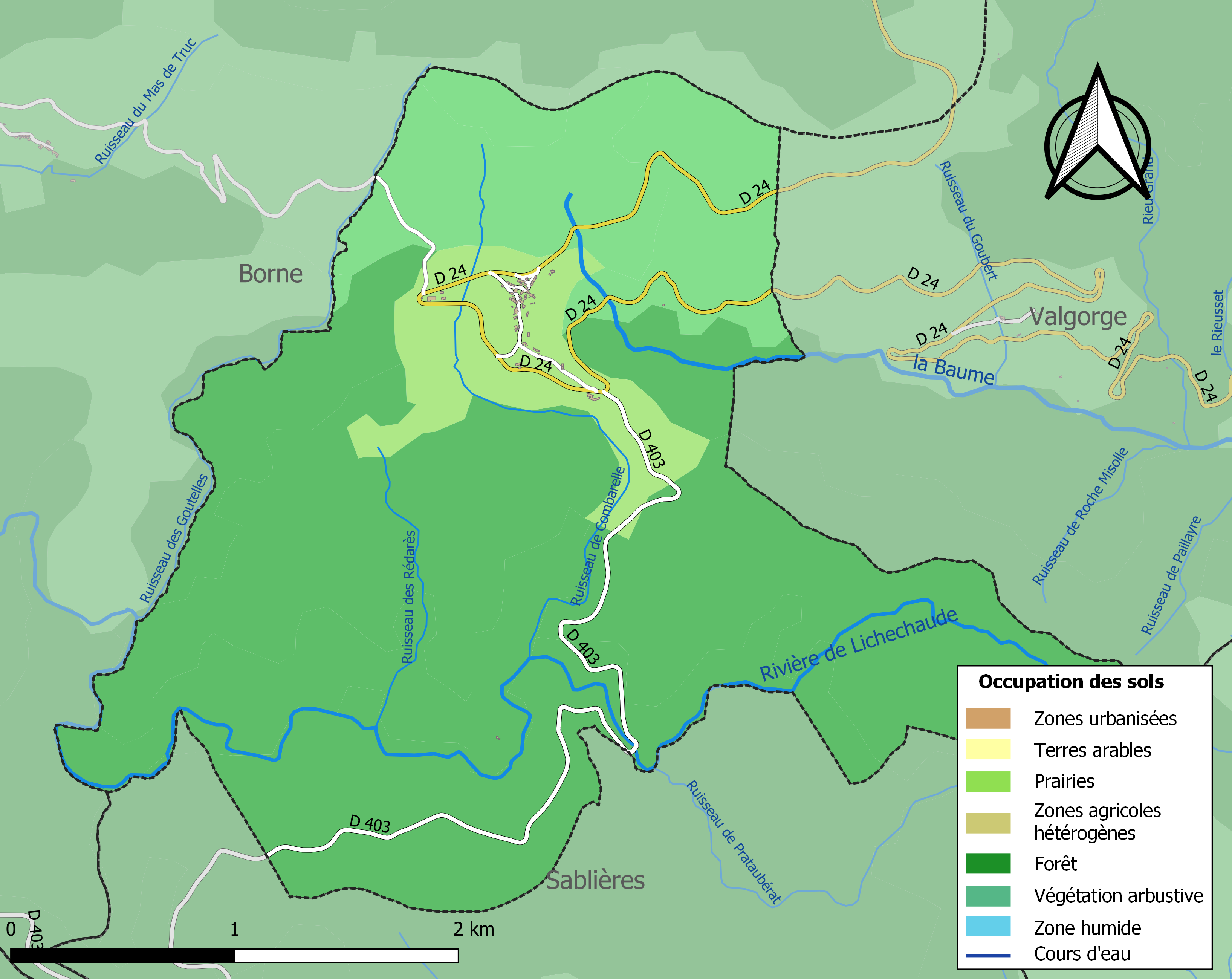
Carte des infrastructures et de l'occupation des sols de la commune en 2018 (CLC).

## Toponymie
Le nom Loubaresse apparaît pour la 1re fois dans des actes du XIIe siècle.
Plusieurs hypothèses ont été avancées pour éclairer son étymologie, mais aucune n'est entièrement satisfaisante :
- de « LOBARESSA », un lieu hanté par les loups[13];
- de « RESSE », une grande scie utilisée par les bûcherons du village ;
- de « L'AOUBO RECENTO » l’aube récente ou naissante : le lieu sur le Tanargue qui "reçoit avant les autres les premiers rayons du soleil".

## Politique et administration

### Liste des maires
| Période                                  | Période                   | Identité             | Étiquette | Qualité  |
| ---------------------------------------- | ------------------------- | -------------------- | --------- | -------- |
| Les données manquantes sont à compléter. |                           |                      |           |          |
| mars 1989                                | mars 2014                 | Marie-Pierre Malcles |           |          |
| mars 2014                                | 2020                      | Claude Fournet       | SE        | Retraité |
| 2020                                     | En cours (au 6 août 2020) | Julien Goube         |           |          |

## Population et société

### Démographie
L'évolution du nombre d'habitants est connue à travers les recensements de la population effectués dans la commune depuis 1793. Pour les communes de moins de 10 000 habitants, une enquête de recensement portant sur toute la population est réalisée tous les cinq ans, les populations de référence des années intermédiaires étant quant à elles estimées par interpolation ou extrapolation. Pour la commune, le premier recensement exhaustif entrant dans le cadre du nouveau dispositif a été réalisé en 2007.

En 2022, la commune comptait 45 habitants, en évolution de +18,42 % par rapport à 2016 (Ardèche : +2,48 %, France hors Mayotte : +2,11 %).
| 1793 | 1800 | 1806 | 1821 | 1831 | 1836 | 1841 | 1846 | 1851 |
| ---- | ---- | ---- | ---- | ---- | ---- | ---- | ---- | ---- |
| 264  | 240  | 249  | 272  | 290  | 302  | 265  | 270  | 316  |

| 1856 | 1861 | 1866 | 1872 | 1876 | 1881 | 1886 | 1891 | 1896 |
| ---- | ---- | ---- | ---- | ---- | ---- | ---- | ---- | ---- |
| 278  | 296  | 296  | 301  | 301  | 317  | 280  | 251  | 233  |

| 1901 | 1906 | 1911 | 1921 | 1926 | 1931 | 1936 | 1946 | 1954 |
| ---- | ---- | ---- | ---- | ---- | ---- | ---- | ---- | ---- |
| 184  | 201  | 166  | 112  | 101  | 95   | 87   | 81   | 66   |

| 1962 | 1968 | 1975 | 1982 | 1990 | 1999 | 2006 | 2007 | 2012 |
| ---- | ---- | ---- | ---- | ---- | ---- | ---- | ---- | ---- |
| 65   | 43   | 29   | 30   | 26   | 32   | 32   | 32   | 31   |

| 2017 | 2022 | - | - | - | - | - | - | - |
| ---- | ---- | - | - | - | - | - | - | - |
| 41   | 45   | - | - | - | - | - | - | - |

Depuis son optimum démographique de 1881 avec 317 habitants, la population de la localité a été divisée par 10, à la suite d'un intense exode rural, comme dans toute la région des Cévennes. Loubaresse est aujourd'hui la commune la moins peuplée de l'Ardèche, avec seulement 32 habitants permanents.

### Économie et emploi
La commune essentiellement rurale, dispose de quelques exploitations agricoles (élevage surtout) et a souffert d'un exode rural important au cours du XXe siècle.

### Enseignement
La commune est rattachée à l'académie de Grenoble.

### Manifestations
Une foire traditionnelle et animée est organisée le 18 août de chaque année.

## Culture et patrimoine

### Lieux et monuments
- Église fortifiée Saint-Jean-Baptiste de Loubaresse construite en 1843.

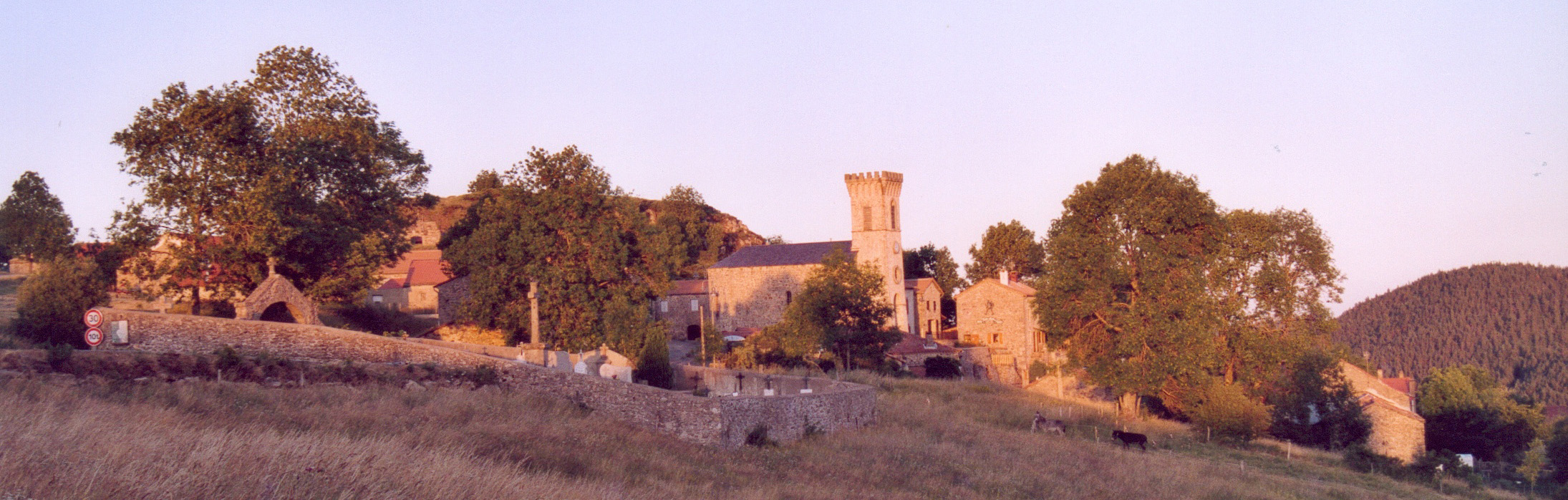

### Héraldique
|  | Loubaresse (Ardèche) possède des armoiries dont l'origine et le blasonnement exact ne sont pas disponibles. |